# Turios

Turios en la bahía de Tarento.

Turios (en griego antiguo: Θούριοι), llamada también por algunos escritores latinos y por Ptolomeo, Thurium (Θούριον), durante época romana Copiae, fue una ciudad de la Magna Grecia, situada en el golfo de Tarento, a corta distancia de Síbaris. Está emplazada en la comuna de Corigliano-Rossano, en la provincia de Cosenza, en la región de Calabria, en Italia.

## Historia

### Orígenes

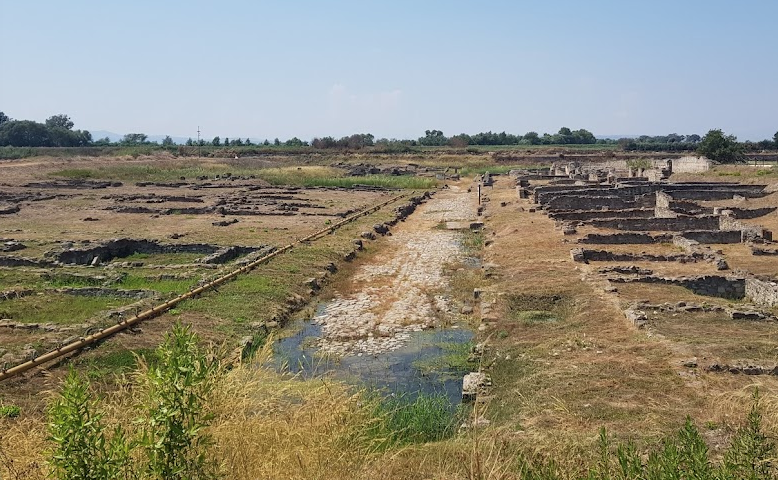
vía principal de Thurii

Para comprender mejor la historia de Turios hay que remontarse a finales del siglo VII a. C., cuando colonos aqueos del Peloponeso llegaron a las costas itálicas, al golfo de Tarento, y fundaron Síbaris en la llanura atravesada por los ríos Cratis, Esaro y Coscile (el antiguo Sibaris, epónimo de la ciudad). Los colonos estaban mandados por un tal Is, de Hélice, ciudad próxima a Bura, Ripes y Egas, de las que procedían los colonos que, aquellos mismos años, hacia el 730-720 a. C., fundaban Crotona y Caulonia y, un siglo después Metaponto.
En el curso de pocos decenios, Síbaris alcanzó un extraordinario poderío, favorecido por la riqueza de la vastísima llanura agrícola, en la que desde época prehistórica habían surgido importantes poblados.
Según Estrabón, Síbaris extendió su dominio sobre 4 pueblos y 25 ciudades y poseía una población de 300 000 habitantes. Cifra exagerada pero significativa de la percepción antigua de una población fundada esencialmente en su gran número de habitantes y en la prosperidad de la región.

### Siglos VII y VIa.C.
Ya a finales del siglo VII a. C., los sibaritas tenían bajo su control gran parte de la antigua Lucania y, a través de los caminos abiertos por el curso de los ríos, habían llegado a la costa tirrénica, en la que establecieron emporios comerciales en Escidro y Lao, (en las costas de Lucania) hasta la desembocadura del Sílaris, donde fundaron también Posidonia.
En el transcurso del siglo VI a. C., formando parte de una coalición con Crotona y Metaponto, los sibaritas destruyeron Siris y ocuparon el fértil territorio entre los valles del Agri y del Sinni (hoy en la Basilicata).
Signo de la gran expansión política del estado sibarita en este periodo son las famosas monedas de plata de la ciudad (acuñadas según la técnica llamada incusa, es decir, con el anverso en relieve y el reverso en hundido, en "negativo"), con el símbolo del toro que mira hacia atrás y la leyenda Sibaris.
Con la misma efigie se acuñaron otras muchas series monetarias que llevan la leyenda de algunos centros menores, satélites de la potencia sibarita, como Siris, Pixunte, Ami, Palinuro, Molpa, etc.
En el momento de su mayor expansión, Síbaris entró en guerra con Crotona, y en el año 510 a. C. tuvo lugar el enfrentamiento cerca del río Trionto, en el límite entre los territorios de ambas ciudades, y vio la victoria aplastante de los crotoniatas, que pusieron cerco a Síbaris y tras setenta días la tomaron, la arrasaron e hicieron pasar sobre sus ruinas el curso del río Cratis. A partir de aquel momento, el territorio sibarita fue ocupado de forma esporádica por grupos dispersos (creando sobre todo asentamientos rurales), mientras que el grueso de la población se refugió en las costas del Tirreno, en Laos y Escidro. Los milesios, amigos de los sibaritas desde hacía largo tiempo, se raparon la cabeza al cero en señal de duelo.

### SigloVa.C.
Durante el siglo V a. C., hubo algunos intentos por parte de los hijos de los refugiados de fundar de nuevo la ciudad en el territorio que estaba bajo la administración de Crotona. Pero todas las tentativas fracasaron hasta que Pericles decidió entrar en la escena política italiana.

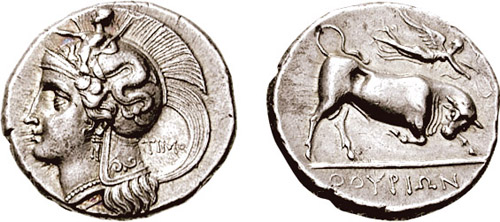
Estátero de Turios, 350-300 a. C.

La idea del político ateniense era fundar una colonia panhelénica que terminó por ser casi exclusivamente ateniense.
En la fundación intervinieron Heródoto, Protágoras de Abdera e Hipódamo de Mileto.
Turios, que tomó el nombre de un manantial local, fue fundada en 444 a. C., 66 años después de la destrucción de Síbaris en el mismo lugar.
Poco después de la fundación de Turios, los colonos atenienses tuvieron que hacer frente a una serie de dificultades externas e internas. Estallaron graves enfrentamientos entre los recién llegados y los descendientes de los sibaritas a causa de problemas por la ocupación de cargos y privilegios, así como por el reparto de las tierras, desórdenes que desembocaron en la expulsión de estos últimos.
En el exterior, dos sucesos caracterizaron los primeros tiempos de la colonia: la guerra con Tarento, de 443 a 433 a. C., por la posesión de la Sirítide, resuelta con la fundación de Heraclea de Lucania, y el primer ataque militar de los lucanos del que se tiene noticias por las fuentes. Para hacer frente a ello, los turienses acudieron a Cleándridas, desterrado de Esparta, que con su llegada a Italia para dirigir el ejército de Turios inauguró la costumbre de recurrir a caudillos y ejércitos mercenarios. 
En los años 414-413 a. C., Turios proporcionó 1000 soldados a Atenas en la época de la desafortunada expedición a Sicilia.

### Desde elsigloIVa.C.hasta su desaparición
En el año 389 a. C., Turios, que se había adherido a la Liga Itálica, y cansada de las continuas incursiones de los lucanos en su territorio, declaró la guerra a estos últimos sin esperar la llegada de sus aliados, con un ejército de 14 000 infantes y 1000 jinetes. Los lucanos, aliados de la Siracusa de Dionisio el Viejo, que les daba protección con su potente flota, presentaron 30 000 infantes y 4000 jinetes. El enfrentamiento tuvo lugar cerca de Laos y terminó con una gran matanza de los griegos.
En 344 a. C., un contingente corintio defendió a Turios de los brucios.
En el año 302 a. C., la alianza itálica que intentaba asaltar la ciudad fue rechazada por Agatocles, señor de Siracusa.
En 282 a. C., Turios -para terminar con la amenaza lucana, acudió a los romanos, que habían enviado un ejército al mando de Cayo Fabricio Luscino, que consiguió la victoria y capturó al jefe de los lucanos, Esteno Estatilio.
Turios permaneció fiel a los romanos, tanto durante las guerras contra Pirro de Epiro, como contra Aníbal. Este la saqueó en el año 203 a. C. y trasladó a Crotona a 3500 habitantes.
Poco después de la segunda guerra púnica se creó la colonia de Copias (en latín, Copiae). Este fue el nombre oficial de la ciudad en la época romana, como atestiguan las monedas halladas y el texto de una inscripción. Seguramente el nombre de Turios se continuó utilizando hasta finales de la antigüedad, cuando la ciudad en plena decadencia a causa de la malaria, había quedado reducida a un núcleo muy pequeño que fue abandonado durante la Alta Edad Media.
Solo en época muy reciente se ha reocupado, después de haberse realizado grandes desecaciones.

## Arqueología
Desaparecida bajo una capa aluvial que alcanza a veces un espesor de 10 m, se había perdido todo recuerdo de la ciudad.
Su descubrimiento se debe a U. Zanotti Bianco, que durante los años 1930 estuvo recluido en Síbaris por sus ideas antifascistas. Llevó a cabo campañas de excavación en la localidad llamada "Parco del Cavallo", donde además de sacar a la luz los restos de un hemiciclo de época romana, halló restos de materiales y esculturas arcaicas. Los descubrimientos de Zanotti despertaron la envidia del superintendente fascista de Calabria, quien consiguió su traslado. Este fue recluido en Paestum, donde en 1934 descubriría con Paola Zancani Montuoro el santuario de Hera junto a la desembocadura del Sílaris, que durante siglos venía siendo buscado sin éxito.
Solo a finales de los años 1960 y durante algo menos de un decenio se realizaron las excavaciones sistemáticas, bajo la dirección de P.G. Guzzo. Hoy en día, las excavaciones se han interrumpido.
Los monumentos antiguos se hallan bajo una capa aluvial, hasta el punto de que toda la topografía moderna es resultado de una serie de transformaciones del medio ambiente (por ejemplo, el Coscile desemboca actualmente en el Crati, mientras que en la antigüedad tenía su propia desembocadura.
También la línea de la costa ha avanzado mucho con respecto a la antigüedad.
En el "Parco del Cavallo" y en los sectores llamados "Poseguimento Strada" e "Incrocio" se puede obtener una idea de la estructura urbana de Turios.
Una plateia en sentido norte-sur y de 13 m de anchura cortaba otra calle en sentido este-oeste de 7 m de anchura, de la que se ha descubierto el cruce con otra calle en sentido norte-sur, de igual anchura, a unos 295 m de la anterior, medida que corresponde exactamente a 1000 pies áticos.
Diodoro Sículo dice que la ciudad estaba atravesada por siete grandes arteriasː cuatro en un sentido: Heraclea, Afrodisia, Olimpia y Dionisia. Y tres perpendiculares a aquellas: Heroa, Turia y Turina, que definían los grandes espacios destinados a las grandes construcciones públicas y privadas.
En la zona de Parco del Cavallo se descubrió el teatro, unas termas de la época romana imperial y restos de viviendas de la ciudad romana, época durante la cual Turios recibió el nombre oficial de Copiae. En el mismo lugar existe una estratigrafía que llega hasta el siglo VII a. C., época de Síbaris.
En el sector de Stombi se ha sacado a la luz un importante barrio de artesanos de los siglos VII-VI a. C. (con restos de hornos), que fue destruido con la ciudad el año 510 a. C., no siendo reocupado con posterioridad. De esto se deduce que la estructura urbana de Turios del 444 a. C. se realizó de forma distinta de la de Síbaris. Prueba de ello es el barrio de Casa Bianca, cerca del mar, donde los monumentos que datan de finales del siglo V a. C. corresponden con certeza a Turios y parecen haber sido construidos en una franja de playa creada por el retroceso del mar ya en época antigua. Entre los monumentos descubiertos destacan los restos de una grada marítima del siglo IV a. C..